# Mebane (Carolina del Norte)
Mebane es una ciudad ubicada en el condado de Alamance en el estado estadounidense de Carolina del Norte. La localidad en el año 2000, tenía una población de 7.284 habitantes en una superficie de 15.2 km², con una densidad poblacional de 480.4 personas por km².

## Geografía
Mebane se encuentra ubicada en las coordenadas 36°5′45″N 79°16′15″O / 36.09583, -79.27083. Según la Oficina del Censo, la localidad tiene un área total de 15,2 km² (5,9 mi²), de la cual 15,2 km² (5,9 mi²) es tierra y 0 km² (0 mi²) (0.0%) es agua.

### Localidades adyacentes
El siguiente diagrama muestra a las localidades en un radio de 12 kilómetros (7,5 mi) de Mebane.

## Demografía
En el 2000 la renta per cápita promedia del hogar era de $39.524, y el ingreso promedio para una familia era de $52.500. El ingreso per cápita para la localidad era de $20.315. En 2000 los hombres tenían un ingreso per cápita de $37.889 contra $26.123 para las mujeres. Alrededor del 11.80% de la población estaba bajo el umbral de pobreza nacional.